# Wilbur Hering Armacost
Wilbur Hering Armacost, Jr. (Green Valley, Illinois, 6 de agosto de 1893 – Litchfield Park, 23 de setembro de 1971) foi um engenheiro mecânico e inventor estadunidense, vice presidente-consultante da Combustion Engineering, Inc., Nova Iorque. É conhecido como um pioneiro desenvolvedor de materiais adaptáveis a altas temperaturas e pressões, e projetista de máquinas a vapor de de alta temperatura e pressão. Recebeu a Medalha ASME de 1958 por serviços de destaque em engenharia e ciências.
Armacost obteve cerca de 75 patentes.
Armacost morreu em 23 de setembro de 1971 em Litchfield Park, Arizona, e foi sepultado no Prairie Rest Cemetery no Condado de Tazewell, Illinois.

## Publicações selecionadas
- Frederic P Strauch & Wilbur H Armacost. Capacity and efficiency test of an autovacuum refrigerating machine. Armour Institute of Technology, 1916

Patentes selecionadas
- Armacost, Wilbur H. "Boiler with reheater." U.S. Patent No. 1,931,948. 24 Oct. 1933.
- Armacost, Wilbur H., and David M. Schoenfeld. "Gas turbine plant." U.S. Patent No. 2,404,938. 30 Jul. 1946.
- Armacost, Wilbur H. "Combined radiant and convection superheater." U.S. Patent No. 2,213,185. 3 Sep. 1940.
- Armacost, Wilbur H., and Leonard J. Marshall. "Art of generating and heating steam." U.S. Patent No. 2,781,746. 19 Feb. 1957.
- Armacost, Wilbur H. "Apparatus and method for controlling a forced flow once-through steam generator." U.S. Patent No. 3,038,453. 12 Jun. 1962.